# 網紅的瘋狂世界
《網紅的瘋狂世界》（英語：Let's go crazy on LIVE）是2019年三立華人電視劇週日十點檔系列的第四十七部作品，大川大立數位影音股份有限公司製作，由導演郝心翔執導，吳思賢、項婕如、言明澔、卓毓彤領銜主演。在2019年8月15日開鏡，臺灣電視台於9月8日起每週日晚間十點首播，三立都會台則於9月14日起每週六晚間十點播出，11月30日殺青。劇末播出幕後花絮《瘋狂直播間》，接檔《月村歡迎你》 。

## 播出時間

### 首播
| 頻道       | 所在地              | 播出日期       | 播出時間                         |
| ---------- | ------------------- | -------------- | -------------------------------- |
| 臺灣電視台 | 臺灣                | 2019年9月8日   | 每週日 22:00－23:30              |
| Vidol      | 臺灣                | 2019年9月8日   | 每週日 23:30上架                 |
| 愛奇藝     | 臺灣                | 2019年9月9日   | 每週日 24:00上架                 |
| LINE TV    | 臺灣                | 2019年9月9日   | 每週日 24:00上架                 |
| 三立都會台 | 臺灣                | 2019年9月14日  | 每週六 22:00－23:30              |
| myTV Super | 香港                | 2019年9月9日   | 每週日 24:00上架                 |
| viki       | 歐洲 · 美洲 · 印度  |                |                                  |
| dimsum     | 马来西亚 · 新加坡 · | 2020年7月3日   | 全集上架                         |
| J2         | 香港                | 2021年12月31日 | 每日19:00－20:00（逢賽馬日停播） |

### 重播
| 頻道       | 所在地 | 播出日期      | 播出時間            |
| ---------- | ------ | ------------- | ------------------- |
| 臺灣電視台 | 臺灣   | 2019年9月14日 | 每週六 23:45－01:20 |
| 臺灣電視台 | 臺灣   | 2019年9月15日 | 每週日 13:00－14:30 |
| 三立都會台 | 臺灣   | 2019年9月15日 | 每週日 18:30－20:00 |
| 三立都會台 | 臺灣   | 2019年9月21日 | 每週六 18:30－20:00 |

## 劇情大綱
|                            | 安迪沃荷說： 『在未來。。。人人都能成名十五分鐘』 |
| ——《網紅的瘋狂世界》之片頭 |                                                   |

以網紅光鮮亮麗背後的真實生活為故事背景，一探網紅的世界。每天固定上班下班，庸庸碌碌平凡過著每一天的林安安，只想要腳踏實地，安安穩穩的過每一天，想都沒想過，因為一個突如其來的賭注，認識了Dream Maker游元樂，還闖入一個對她來說是異次元的直播世界，她內心的小宇宙，因此而一點一點被點燃，而在這個世界裡的每個人，也都有屬於自己的特質，只要你敢想、敢夢，人生就可以為自己瘋狂一次！劇情描述女主角項婕如飾演的林安安從素人一路堅持努力，加上男主角吳思賢飾演的直播公司執行長游元樂的培訓協助，進而成為專業的人氣網紅，同時譜出夢幻浪漫的愛情故事。

## 演員列表

### 主要演員
| 演員   | 角色     | 介紹 | 登場集數              | 香港配音 |
| 吳思賢 | 游元樂   | 林安安的男友，游正襄、慈華之子，陳美玲之繼子，陳家寶同父異母之兄兼上司。生日為12/10，是浪直播平台年輕CEO，跳級兩次的天才 外表看似玩世不恭，其實內在穿了西裝，聰明才智與幽默口才兼具；大學時期就與任豪合作創辦了浪直播平台，希望能讓那些不敢想、沒有機會實現夢想的人，也有能扭轉命運的一個舞台，成為名符其實的Dream Maker。 為了力挺安安，而私下創了「浪花皇太子」這個ID帳號看安安直播。 不自覺地喜歡上安安，甚至因為Roy的事而吃醋；但因為媽媽的關係，不敢向她告白。 從小因父親外遇導致媽媽精神不穩定，也因為自己與父親樣貌太像而長期在家暴及情緒勒索的環境中長大，也因此在笑容底下充滿各種痛苦及無奈。 陳家寶同父異母的哥哥。 辦公室的八卦永遠都是最後一個知道的。 20集與安安回到北九州正式鎖上愛心鎖 | 全劇                  | 黃積權   |
| 朱宥丞 | 游元樂   | 童年時的游元樂 | 15-16                 | 袁淑珍   |
| 項婕如 | 林安安   | 游元樂的女友。便利商店打工的國考生，與葉羅莎、郝美麗為好友 溫柔、善良、安靜，害怕衝突，不喜歡給別人添麻煩，遇到意見不同就習慣性讓步，在團體裡沒什麼存在感，小透明、邊緣人，身為兩千三百萬分之一的人，不被大家注目，在她的舒適圈裡過活，讓她感到非常滿足！ 但是自從遇到游元樂之後她就決定為自己勇敢一次。 在所有人不相信的時候，只有游元樂力挺她，也因此開始在意他的感受甚至喜歡上他。 在爺爺離世的時候陪伴她前往北九州完成爺爺年輕時的心願。 20集與元樂再次前往北九州正式鎖上愛心鎖。 | 全劇                  | 凌晞     |
| 汎柔   | 林安安   | 國小的林安安 | 2,4                   | 凌晞     |
| 言明澔 | 任豪     | 葉羅莎的男友，錢珍妮的前男友 浪直播平台副總，深藏不露的富二代。個性成熟、穩重、冷靜、自律話不多，但只要開口就是見血封喉、直指核心。標準的 Money Maker，對數字非常敏銳，精打細算，不在乎別人的眼光，律己甚嚴，從外表到行為都一絲不苟，讓人感到難以親近。 喜歡葉羅莎。第17集被葉羅莎強吻，事後把葉羅莎吻回來，彼此確認心意。18集辭職準備離開辦公室的當天，在電梯口被羅莎攔下來告白。20集在辦桌大賽中對羅莎告白正式在一起 | 全劇                  | 鄧志堅   |
| 卓毓彤 | 葉羅莎   | 任豪的女友。知名網紅，又名「瘋Rosa」，與林安安、郝美麗為好友 天生就是受人矚目的焦點，因為她身材姣好，走在路上，往往別人第一眼就能關注到她。個性善良、天真、開朗、迷糊，時常鬧出可愛的笑話。 因為家中兄弟姊妹眾多而獨立自主。 因為各種意外的關係而喜歡上任豪。第17集強吻任豪，也被任豪吻回來，彼此確認心意。被韓國導演看上受邀前往韓國發展。18集簽約準備前往韓國，在路上跳車跑回公司向任豪告白。20集在辦桌大賽中接受任豪告白正式在一起。 | 1-2,4-6,8-12,14-20    | 張頌欣   |
| 陳霓   | Cindy    | 浪直播平台最受歡迎的直播主，喜歡身為執行長的元樂。 IT GIRL、時尚寵兒、年輕女孩的憧憬，妳想要的一切她都有；家境富裕又貌美如花，Cindy 從出生就自帶公主光環，備受父母寵愛，養成驕縱的個性，十多歲的時候因為無聊，開始直播她的生活，迅速成為最強網紅。 後帶著坦克、莉亞集體跳槽U&ME，後回歸浪直播。與莉亞公主擦出更多火花，16集在直播時被莉亞所救。20集接受莉亞公主的送花。 | 1-4,10,12-14,16,18-20 | 黃昕瑜   |
| 林敬倫 | 坦克     | 浪直播平台直播主，葉羅莎的頭號粉絲，本名陳子漢（也是他看播時用的ID名。）。 個性直率、講話直接，獨特的台客潮流穿搭和叫賣腔調，讓觀看者享受到歡樂的叫賣過程，沒有他賣不出去的商品，對業務部來說，坦克根本就是行走的ATM。 後跟Cindy一起集體跳槽到U&ME，後回歸浪直播。 | 1-6,12-16,20          | 李鎮然   |
| 林嘉威 | 莉亞公主 | 浪直播平台直播主。 平時是個正常的男生，直播上總是女裝扮相，個性直接又毒舌，是浪直播之中唯一可以嘴爆Cindy的人，喜歡被人讚美的感覺，也享受在直播中被人擁戴的虛榮感。 因為看Cindy不順眼的關係，而對被Cindy針對的安安相當順眼。 後跟Cindy一起集體跳槽到U&ME，後回歸浪直播。 後期與Cindy越來越有火花。16集與Cindy直播時救了Cindy。20集搶到羅莎的花送給Cindy。 | 1-5,12-14,16,18-20    | 陳耀楠   |

### 其他演員
| 演員   | 角色   | 介紹 | 登場集數                 | 香港配音 |
| 李星鏴 | 郝美麗 | 安安的便利商店同事，與林安安、葉羅莎為好友。 郝美麗人如其名，從小就是人見人愛的孩子，圓潤澎皮有福氣的長相，每個人看到都說她這叫富貴相，就連算命的都說她命裡帶財，天生有福，絕對不會被餓到，還很有貴人運，也因此，美麗深信自己絕非池中之物。20集接受晶晶夫人的工作邀請。     | 1-4,6-7,9,12,14,16,18-20 | 林元春   |
| 黃云歆 | 馬莉   | 浪直播平台活動公關，常自稱超級馬莉。 手腕靈活、反應機敏，見人說人話、見鬼說鬼話，總是必須將元樂所有天馬行空發想化為現實。計畫永遠趕不上元樂各種創意發想的變化，日常想痛扁老闆，每天都立志要跳槽!                                                                            | 全劇                     | 魏惠娥   |
| 張豐豪 | 陳家寶 | 游正襄、陳美玲之子，慈華之前繼子，游元樂同父異母之弟兼下屬，浪直播平台公關助理 媽寶、自戀，講究打扮，從外表看是個乾淨清爽的帥氣男子，但一開口就讓人想翻白眼，口頭禪是：「我媽說」，但與之相反，優點是脾氣很好、被吐槽也不會不高興，並且比一般男生細心，總是能適時給人幫助。 | 1-9,11-20                | 陳灝瑋   |
| 蘇妍緹 | 小蜜   | 浪直播平台企劃。 認真、負責、做事仔細，缺點是容易緊張，被元樂問問題就會過度呼吸、被任豪質疑就會哭出來，又常被賽門和馬莉輪流噹，是公司內食物鏈的最底層。 | 1-9,12-20                | 羅孔柔   |
| 許時豪 | 賽門   | 浪直播平台業務主任。 個性四海、好大喜功，擅長跟廠商應酬，但因為品味有限，常拉來一些不符合平台的置入商品，讓企劃組傷透腦筋。因為比較常在外走跳，經常傳播各種聽來的外界八卦，是公司的八卦集散中心。 時常私下向Cindy通風報信公司的大小事。 擁有26個字母開頭的女朋友。          | 1-10,12-20               | 李安邦   |
| 張若凡 | 張若凡 | 浪直播平台歌手。 有人群恐懼症，因此面對陌生的人群會相當緊張。 | 3-5                      | 詹健兒   |
| 鄔又曦 | 克萊兒 | 千金名媛，Cindy最好的朋友。 跟Cindy一樣是不愁吃穿的富家千金，經常和Cindy穿梭各大時尚派對，喜歡美食、出國旅遊、買奢侈品，閨蜜Cindy擁有的各方面都是她最憧憬的。 | 1-4,10,12,20             | 成瑤孆   |

### 特別演出
| 演員       | 角色             | 介紹 | 登場集數    | 香港配音 |
| 張嘉雲     | 楊秀枝(晶晶夫人) | 貴婦，常常到林安安工作的便利商店買東西，但也常利用安安的善良占盡便宜。 | 1,20        | 曾秀清   |
| 唐川       | 林中華           | 經營地瓜攤，因心臟病發而住進加護病房，也因此讓安安下定決心改變自己。十幾年前收養了被父母拋棄的安安。第9集因心臟病再病發搶救無效而過世。第10集給林安安的信裡寄件人寫本名。                         | 2-3,5,9     | 林國雄   |
| 和成       | 林中華           | 年輕的爺爺，Michi的初戀情人。 | 10-11       | N/A      |
| 劉昌翰     | 劉凱強           | 全仁醫院心臟科，林中華的醫師。 | 2-3         | 張錦江   |
| 李佳翰     | 愷弟KID          | 浪的直播主，參加「一日野餐企劃」。 | 4           | 曹啟謙   |
| 馬國賢     | 碰瓷王           | 把「傳家之寶」放在任豪車上，企圖詐騙任豪一筆錢，但被羅莎阻止而失敗。 | 4           | 蕭徽勇   |
| 張立昂     | Roy              | 浪直播ID：五股張力昂，是林安安的頭號粉絲。學霸宅博士，跨國科技集團的富二代。 | 6-9         | 李致林   |
| 中島美紀代 | Michi            | 60年前在茶屋打過工，林中華的初戀情人。 | 10-11       | N/A      |
| 梅賢治     | 超市店員         | 自稱“金門劉德華”，在家樂福推銷一家人益生菌洗髮精。 | 13          | 關令翹   |
| 葛蕾       | 慈華             | 游元樂的母親，陳家寶之前繼母，家寶媽的老師 把對丈夫外遇的怨恨轉嫁到元樂身上。爾後在安安與元樂的幫助下走出陰影，在研討會上痛揍游正襄一頓，並與元樂道歉，獲得元樂的原諒。後來與美玲和好(口頭說明)。 | 14-16       | 陸惠玲   |
| 劉景莊     | 陳美玲           | 陳家寶之母親，游元樂之繼母，慈華的學生，游正襄的外遇對象，後與他結婚 在浪公司與過去的老師（元樂媽）意外相遇，卻因為外遇的糾葛而被元樂媽怒砸蛋糕跟指責。                                           | 14-15       | 梁少霞   |
| 王淇       | 游正襄           | 美國杜蘭諾瓦大學生物化學教授，慈華之前夫，游元樂、陳家寶之父，陳美玲的師丈，後與她結婚 因為與妻子的學生外遇，而拋妻棄子，導致元樂媽後來的一切。在陳家寶出生前拋棄陳美玲。在研討會被慈華痛揍一頓。 | 15(雜誌),16 | 葉振聲   |
|            | 朴敏惠           | 韓國導演。 | 16-17       | N/A      |
| 特蕾沙     | 錢珍妮           | 銀行的執行副總，任豪前女友。 | 16-18       | 陳皓宜   |
|            | Amy              | 賽門的26字母女友之一。 | 19          | 詹健兒   |
|            | Barbara          | 賽門的26字母女友之一。 | 19          | 何璐怡   |
|            | Carol            | 賽門的26字母女友之一。 | 19          | 陳琴雲   |
|            | Daisy            | 賽門的26字母女友之一。 | 19          |          |
|            | Emily            | 賽門的26字母女友之一。 | 19          |          |
|            | Flora            | 賽門的26字母女友之一。 | 19          |          |
|            | Gill             | 賽門的26字母女友之一。 | 19          | 成瑤孆   |
|            | Zoe              | 賽門的26字母女友之一。 | 19          |          |
| 葉衣庭     | 賽門媽           | 賽門的母親。 | 19          | 謝潔貞   |

## 電視劇歌曲
| 曲別   | 歌名           | 演唱者   | 作詞           | 作曲           |
| 片頭曲 | Play蝦米Game   | 眼鏡俠   | 古皓宇、于京延 | 古皓宇、于京延 |
| 片尾曲 | 如何忘記你     | 張若凡   | 周興哲、吳易緯 | 周興哲         |
| 插曲   | 給妳的歌       | 張若凡   | 羅維真         | 羅維真         |
| 插曲   | 關注           | 眼鏡俠   | 古皓宇、于京延 | 古皓宇、于京延 |
| 插曲   | 記得勇敢       | 馬曉安   | 古皓宇、于京延 | 古皓宇、于京延 |
| 插曲   | 不要回頭       | 馬曉安   | 吳信璋         | 于京延         |
| 插曲   | 從小到大       | 動靜樂團 | 吳信璋         | 于京延         |
| 插曲   | Still Love You | 張立昂   | 張立昂、黃仲麟 | 張立昂         |

## 收視率

### 台視週日首播收視率
| 臺灣 臺灣電視台 首播收视率 （AC尼爾森） |                |        |      |      |
| 集數                                    | 播出日期       | 收视率 | 排名 | 備註 |
| 1                                       | 2019年9月8日   | 0.79   | 1    |      |
| 2                                       | 2019年9月15日  | 0.90   | 1    |      |
| 3                                       | 2019年9月22日  | 0.91   | 1    |      |
| 4                                       | 2019年9月29日  | 0.99   | 1    |      |
| 5                                       | 2019年10月6日  | 1.01   | 1    |      |
| 6                                       | 2019年10月13日 | 0.97   | 1    |      |
| 7                                       | 2019年10月20日 | 0.81   | 1    |      |
| 8                                       | 2019年10月27日 | 1.04   | 1    |      |
| 9                                       | 2019年11月3日  | 1.06   | 1    |      |
| 10                                      | 2019年11月10日 | 0.90   | 1    |      |
| 11                                      | 2019年11月17日 | 1.03   | 1    |      |
| 12                                      | 2019年11月24日 | 0.92   | 1    |      |
| 13                                      | 2019年12月1日  | 0.81   | 2    |      |
| 14                                      | 2019年12月8日  | 1.00   | 2    |      |
| 15                                      | 2019年12月15日 | 0.80   | 3    |      |
| 16                                      | 2019年12月22日 | 0.74   | 3    |      |
| 17                                      | 2019年12月29日 | 0.77   | 3    |      |
| 18                                      | 2020年1月5日   | 0.81   | 2    |      |
| 19                                      | 2020年1月12日  | 0.83   | 2    |      |
| 20                                      | 2020年1月19日  | 0.86   | 2    |      |
| 平均收視率                              | 平均收視率     | 0.90   |      |      |

1. 同时段或交叉时段主要节目：
  - 中視《中餐廳（第二季）》／《想見你》
  - 民視無線台《鏡子森林》
  - 東森綜合台《男神時代》／《咖啡王子1號店》
  - 三立台灣台《超級紅人榜》
2. 数据由AGB尼爾森調查，調查範圍是四歲以上收看電視之觀眾。
3. 資料來源：[4]、[5]。

## 大事記
- 8月15日，吳思賢、項婕如、言明澔、卓毓彤、姚亦晴、林敬倫、林嘉威、李星鏴、張豐豪、蘇妍緹、鄔又曦、張若凡、黃云歆、許時豪出席【網紅的瘋狂世界】開鏡儀式。
- 8月19日，【網紅的瘋狂世界】男女主角卡司發布會。
- 8月29日，【網紅的瘋狂世界】日本拍攝合作宣傳記者會。
- 9月1日釋出角色預告【網紅的瘋狂世界】游元樂篇預告[6]林安安篇預告[7]。
- 9月4日釋出【網紅的瘋狂世界】打賭篇預告[8]。
- 9月5日，釋出【網紅的瘋狂世界】改造篇預告[9]。

釋出角色預告【網紅的瘋狂世界】Cindy篇預告。
釋出角色預告【網紅的瘋狂世界】羅莎篇預告。
吳思賢、項婕如、言明澔、卓毓彤、姚亦晴、林敬倫、林嘉威、李星鏴、張豐豪、蘇妍緹、鄔又曦、張若凡、黃云歆。釋出15分鐘精彩片花。
- 9月8日，【網紅的瘋狂世界】台視首播。
- 9月14日，【網紅的瘋狂世界】三立都會台首播。
- 9月11日，言明澔、項婕如、卓毓彤、姚亦晴、許時豪、張豐豪、 黃云歆、李星鏴 、張若凡、鄔又曦、林嘉威、林敬倫、蘇妍緹[14]。項婕如、言明澔、卓毓彤[15]。
- 11月30日，全劇殺青。
- 2020年1月4日，【網紅的瘋狂世界】舉辦超狂見面會，出席演員吳思賢、項婕如、言明澔、卓毓彤、姚亦晴、黃云歆、張豐豪、蘇妍緹、林敬倫、林嘉威、李星鏴

## 取景

#### 台北市
- 內湖區
  - 內湖科學園區
    - 瑞光路70號(浪Live內湖辦公室)
    - 內湖路一段360巷洲子街交叉路口
    - 日內瓦科技中心

  - 台北時代廣場
  - 聯發科技太陽科技廣場
  - 台北市動物之家
  - 洲子一號公園
  - 西康二號公園
  - 明美公園
  - 康寧醫院
  - 瑞光公園
  - 覺旅咖啡 陽光店
  - 大湖公園
  - 萊爾富便利商店 北市鑫湖店
  - 1855卓越酒莊 大直門市
  - 碧湖山莊、仁寶大樓、大直美堤花園二 公車站牌
- 中山區
  - 大佳河濱公園、大直橋
  - 台灣巴西柔術學院
- 士林區
  - 沃田旅館
  - 天母里圓環
  - 蘭雅國中 公車站牌
  - 雙溪河濱公園、福林社區福林國小前
  - 畊 PLOW
  - 玖柱海鮮熱炒
  - 新銳咖啡台北天母店
- 中正區
  - OK便利商店 北門體驗店(已歇業)
- 大安區
  - 台北福華飯店
- 松山區
  - 潮鮮平價海鮮熱炒

#### 新北市
- 淡水區
  - 淡水漁人碼頭
- 板橋區
  - 新北市立板橋幼兒園
- 中和區
  - 環球購物中心 中和店
- 新店區
  - 新北仁康醫院
  - 安和國際觀光夜市
  - 碧潭西岸停車場步道
  - 白金花園酒店

#### 桃園市
- 桃園區 敏盛綜合醫院

#### 台中市
- 后里區 麗寶樂園渡假區
- 西屯區 PWF 琴•森林主題餐廳

### 日本

#### 福岡縣北九州市
- 門司區 門司港車站
- 門司區 門司港懷舊、藍翼橋
- 門司區 和布刈公園 第二展望台
- 門司區 魚住酒店
- 小倉北區 小倉城
- 小倉北區 旦過市場
- 小倉南區 北九州機場
- 八幡東區 皿倉山
- 若松區 響灘綠地

#### 山口縣下關市
- 唐戶町 下關Arukapoto東防波堤燈塔
- 豐北町 角島大橋
- 長府川端 功山寺

## 製作團隊
- 導演：郝心翔
- 執行導演：黃俞婕
- 總監：楊秋蘭、王淑娟、陳維澤
- 監製：林知秦
- 助理監製：蔡欣潔、曾齡萱、詹宜樺
- 製作人：楊鴻志、郝心翔、丁夢龍
- 編劇統籌：陳潔瑩
- 編劇：
  - 黃宣穎（第2-4集）
  - 黃宣穎、曾喜寶（第1,5至20集）
- 企劃：羅雅安
- 開發：怡佳娛樂經紀股份有限公司
- 製作公司：三立電視、大川大立數位影音股份有限公司、八厘米國際電影娛樂股份有限公司
- 冠名贊助
  - 台視：大誠保險經紀人
  - 三立都會台：SEXYLOOK零毛孔面膜